# Freistelle
Als Freistelle wurde früher die Möglichkeit bezeichnet, eine Schule besuchen zu können, ohne Schulgeld bezahlen zu müssen. Dies betraf vorwiegend begabte Kinder aus armen Familien.
An den Schulen, wo auch heute noch Schulgeld zu zahlen ist, wird der Begriff „Freistelle“ kaum noch benutzt und stattdessen von Stipendium gesprochen.